# Arame (Maranhão)
Arame is een gemeente in de Braziliaanse deelstaat Maranhão. De gemeente telt 27.750 inwoners (schatting 2009).